# Хрест «За військові заслуги» (Мекленбург-Шверін)
Хрест «За військові заслуги» (Мекленбург-Шверін) (нім. Militärverdienstkreuz) — хрест, нагорода Великого герцогства Мекленбург-Шверін, що був заснований 5 серпня 1848 року для нагородження за воєнні заслуги перед Великим герцогством.

## Зміст
Хрест «За військові заслуги» був заснований 5 серпня 1848 року великим герцогом Великого герцогства Мекленбург-Шверін Фрідріхом Францом II. Ця нагорода поважалася серед військовиків Пруссії і умовно йшла другою за Залізним хрестом Королівства Пруссії.
Нагорода мала два ступеня. Перші нагородження сталося у 1848—1849 роках за участь військовиків Великого герцогства у Дансько-прусській війні (1848—1850) та придушенні революції 1848—1849 років у Німеччині. У 1859 році, деякі вояки Мекленбургу та Австрійської імперії були нагороджені за заслуги у Другій італійській війні за незалежність. Через декілька років, у 1864 році, відбулося заохочення учасників Другої війни за Шлезвіг. У 1866 році мекленбурзькі та прусські офіцери та солдати були удостоєні за заслуги в австро-прусській війні.
З 24 грудня 1870 року хрестом стали нагороджувати громадян, які не брали безпосередньої участі в бойових діях (некомбатантів). З 1 травня 1871 року хрестом стали нагороджувати жінок.
28 лютого 1915 року великий герцог Фрідріх Франц IV заснував хрест з датою «1914» в двох ступенях. 14 листопада 1918 року великий герцог Фрідріх Франц IV зрікся престолу й нагорода стала нечинною.
За формою Хрест схожий на Залізний хрест, але з більш тонкими променями. У центрі розташований вензель Фрідріха Франца «FF», на верхньому промені хреста корона і на нижньому промені дата військової кампанії. На реверсі напис «МЕХ AUSZEICHNUNG IM Kriege» (За відзнаку у війні).
Орденська стрічка блакитна, з смужками червоного і жовтого кольору по краях. Некомбатанти носили хрест на червоній стрічці, з блакитним і жовтим смужками по краях.